# Masquerade – Ein tödliches Spiel
Masquerade – Ein tödliches Spiel (Originaltitel: Masquerade) ist ein US-amerikanischer Thriller aus dem Jahr 1988. Regie führte Bob Swaim.

## Handlung
Schönling Tim Whalen hat zwei Leidenschaften: das Segeln und die Frauen seiner Heimatstadt Southampton. So hat er u. a. eine Affäre mit Brooke Morrison, der Frau des Bootseigners, für den er gerade arbeitet. Auf einer Party lernt er die junge Millionen-Erbin Olivia Lawrence kennen, und nachdem sie ihn mit ihrem Bootswissen beeindruckt hat, beginnen beide, mehr und mehr Zeit miteinander zu verbringen.
Olivia, die nach dem Tod ihrer Mutter deren Vermögen erbte und gerade das College abschloss, kommt die Abwechslung sehr recht – muss sie doch ihren trunk- und spielsüchtigen Stiefvater Tony Gateworth und dessen neue Freundin Anne Brisco nicht nur ertragen, sondern – laut Testament – auch auf ihrem Anwesen dulden. Tony, der Tim sowohl als Segelkontrahent als auch an Olivias Seite ein Dorn im Auge ist, macht seine Abneigung Whalen betreffend beiden unmissverständlich klar – wie auch Olivia ihm gegenüber ihre Zuneigung für Tim, in den sie sich immer mehr verliebt. Ihr ist klargeworden, dass Tim sie wegen ihrer selbst und nicht wegen ihres Geldes liebt – ganz im Gegensatz zu Tonys Ehe mit Olivias Mutter.
Doch der Schein trügt: Whalen und Gateworth stecken unter einer Decke, wobei Tony Tim mit dessen augenscheinlich dunkler Vergangenheit erpresst und zum Mord an Olivia nötigt, um sich das Erbe anzueignen. Beide vereinbaren eine gestellte Situation, mit der Tim Olivias weiteres Vertrauen gewinnen soll. Als Gateworth wie geplant in das Schlafzimmer stürmt, in welchem Tim und Olivia gerade Sex hatten, hintergeht Whalen Tony und erschießt diesen. Olivia, im Glauben, dass beide wegen Mordes angeklagt würden, deckt Tim, indem sie behaupten, sie hätte Gateworth in Notwehr erschossen. Whalen „organisiert“ sich parallel ein Alibi bei Brooke Morrison.
Der mit den Ermittlungen betraute Polizist Mike McGill findet bald Indizien, welche auf Whalen deuten – verschweigt diese allerdings, da er Olivia seit Kindertagen kennt und scheinbar noch immer Gefühle für sie hegt.
Als Brisco erste Zweifel an den Ermittlungsergebnissen kommen und sie McGill über Olivia und Tim sowie Tony und Tim berichtet wird sie wenig später erhängt und augenscheinlich suizidiert aufgefunden.
Bei einem weiteren Segelausflug bittet Olivia Tim sie zu ehelichen – auch, als er zunächst zögert und ihr seine früheren Vergehen und die Affäre mit Brooke beichtet. Beide heiraten letztlich und Olivia ist wenig später schwanger. In der Nacht, in der Olivia Tim dies mitteilt, begibt sich dieser zur Marina des Clubs – und trifft sich dort mit McGill. Dabei wird klar, dass dieser ebenfalls zur Verschwörung gehört und sie offensichtlich sogar plante. Auch er forciert Lawrence’s Tod und erpresst Tim, dies mittels eines fingierten Unfalles zu arrangieren. Anderenfalls würde McGill ihn als Gateworths Mörder preisgeben.
Whalen geht scheinbar darauf ein, plant aber heimlich, mit Olivia nach Florida davon zu segeln. Als McGill dies mitbekommt, sabotiert er an Olivias Boot die Gasleitung und drapiert entsprechende Werkzeuge als Beweise in Tims Wohnung. Whalen findet diese allerdings, zieht die richtigen Schlüsse, eilt zur Yacht und schließt die Gasleitung. Dabei betätigt er allerdings unabsichtlich einen Schalter, der die Explosion trotzdem auslöst und die Whalen tötet.
Olivia, die durch ein Gespräch aufgehalten wurde und Zeuge der Detonation war, wird geschockt in McGills Büro gebracht. Hier kommt sie durch einen Zeitungsausschnitt, der Tim, Tony und McGill gemeinschaftlich zeigt, dann auch endlich selbst hinter die ihr geltende Verschwörung. Der eintretende McGill, welcher dies bemerkt, beschließt daraufhin, Lawrence zu erschießen. Es entsteht ein Handgemenge, bei dem Olivia McGill durch ein Fenster nach draußen stoßen kann, wodurch dieser umkommt.
Olivia erfährt bei der Bestattung ihres Mannes, dass Tim zwei Wochen zuvor den Anwalt des Paares aufgesucht hat. Er ließ sich als potentieller Erbe aus dem Testament streichen, um – wie der Anwalt sagt – „nicht in materielle Versuchung zu kommen“.

## Hintergrund
- Der Filmtitel „Masquerade“ leitet sich von der gleichnamigen Yacht Olivias ab, welche sie und Tim mehrfach nutzen und die Olivias verstorbenem Vater einst gehörte.
- Es existiert eine TV-Version des Streifens, welcher u. a. um drei etwas längere Dialogszenen ergänzt wurde.
- Der Thriller erwirtschaftete in den Vereinigten Staaten an den Kinokassen einen Umsatz von 15.855.828 Dollar.

## Kritiken
„Oberflächlicher Konfektionskrimi, der weder charaktertiefe Figuren zeigt noch echte Konflikte und Verwicklungen bietet“, befand das Lexikon des internationalen Films. Rita Kempley von der Washington Post meinte 1988, die Handlung wirke künstlich, aber sie funktioniere. Der Regisseur habe einen Film noir der 1980er geplant; Rob Lowe sei jedoch weder Humphrey Bogart noch Cary Grant, sondern ein Sexidol.
Prisma nannte den Film eine „fintenreiche Geschichte um Geld und Sex“. Er sei „kein Hitchcock, aber durchaus nah dran“.

## Auszeichnungen
Dick Wolf wurde 1989 für den Edgar Allan Poe Award nominiert.